# Play-down
Das Play-down (auch Play-out genannt) ist ein Ausscheidungskampf in einem Sportwettbewerb, durch den der Abstiegskampf entschieden wird. Genau wie das Play-off folgt das Play-down auf die Hauptrunde, deren Abschlusstabelle die teilnehmenden Mannschaften bestimmt. Gespielt wird in einer oder mehreren Play-down-Runden nach dem K.-o.-System.
Die Sieger der jeweiligen Play-down-Runde sichern sich in der Regel den Klassenerhalt, während die Verlierer je nach Teilnehmer- und Absteigerzahl entweder direkt absteigen müssen oder in einer weiteren Play-down-Runde gegeneinander antreten müssen, wobei dann für diese Runde die gleiche Regelung wie für die erste Play-down-Runde gilt. Neben der klassischen Entscheidung Abstieg oder Klassenerhalt gibt es bei Play-down-Paarungen auch Ergebnisvariationen, wie die Entscheidung Klassenerhalt oder Relegation oder auch Chance auf Relegation und Direktabstieg.
Play-down-Runden können wie die Play-offs entweder in einem Spiel oder in einer Best-of-Serie ausgetragen werden oder aber auch als Ligarunde, wie z. B. in der Softball-Bundesliga.